# Østhusvik
Østhusvik este o localitate din comuna Rennesøy, provincia Rogaland, Norvegia, cu o suprafață de 0,41 km² și o populație de 678 locuitori (2013).